# Eretmocerus picketti
Eretmocerus picketti är en stekelart som beskrevs av Rose och Gregory Zolnerowich 2004. Eretmocerus picketti ingår i släktet Eretmocerus och familjen växtlussteklar. Inga underarter finns listade i Catalogue of Life.